# Bresnitz (Zülz)
Bresnitz, polnisch Brzeźnica, auch Brzesnitz, 1936–1945: Brese, ist ein Ort in der Landgemeinde Zülz (Biała) im Powiat Prudnicki der Woiwodschaft Opole in Polen.

## Geographie
Das Straßendorf Bresnitz liegt im Süden der historischen Region Oberschlesien in der Schlesischen Tiefebene, etwa sechs Kilometer nördlich von Zülz, 16 Kilometer nordöstlich Prudnik und 30 Kilometer südlich von Opole. Östlich des Dorfes fließt das Zülzer Wasser (Biała).
Nachbarorte sind im Nordwesten Piechocice (Piechotzütz), im Norden Fronzke (Frączki) und Pogosch (Pogórze), im Nordosten Lonschnik (Łącznik), im Südosten Mokrau (Mokra) und im Südwesten Ernestinenberg (Górka Prudnicka) sowie Kolonia Ligocka (Kolonie Ellguth).

## Geschichte

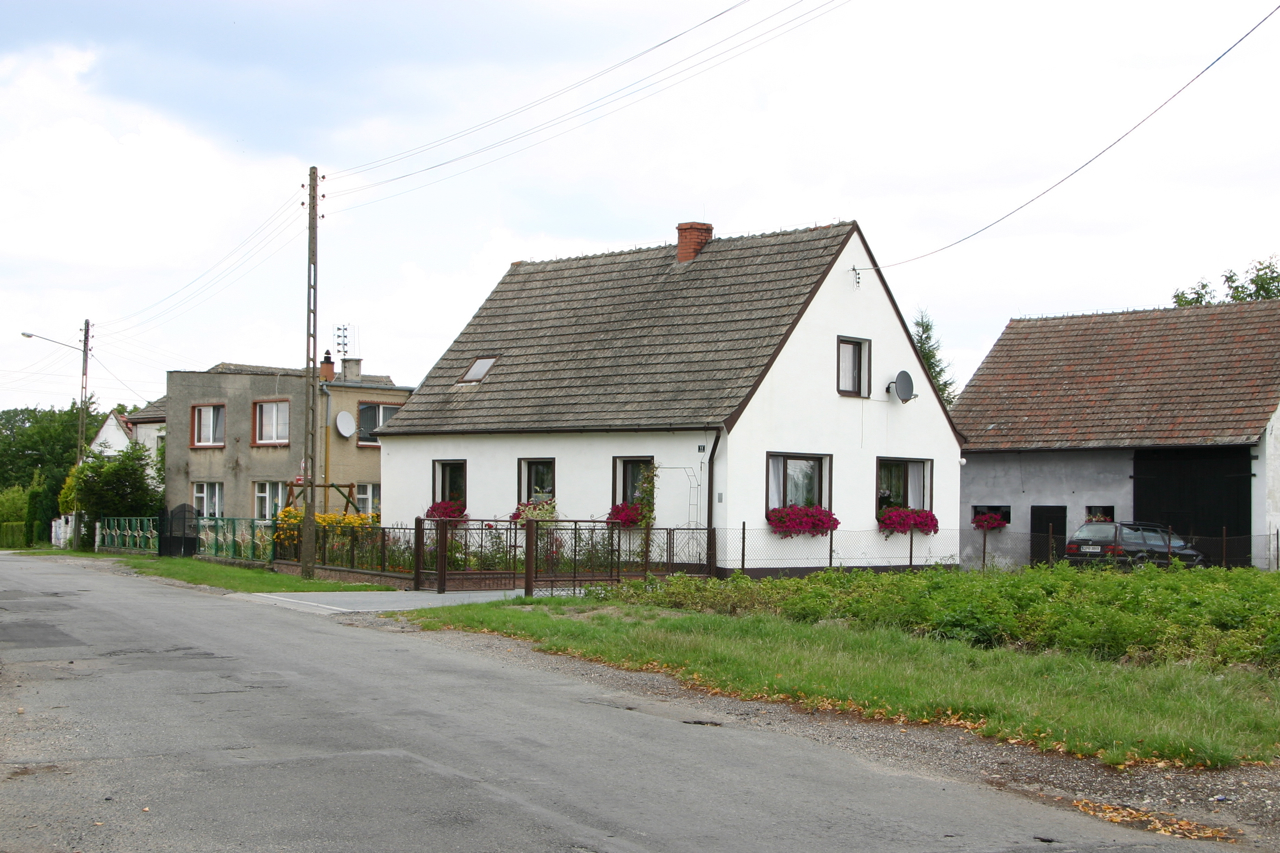
Ortsbild

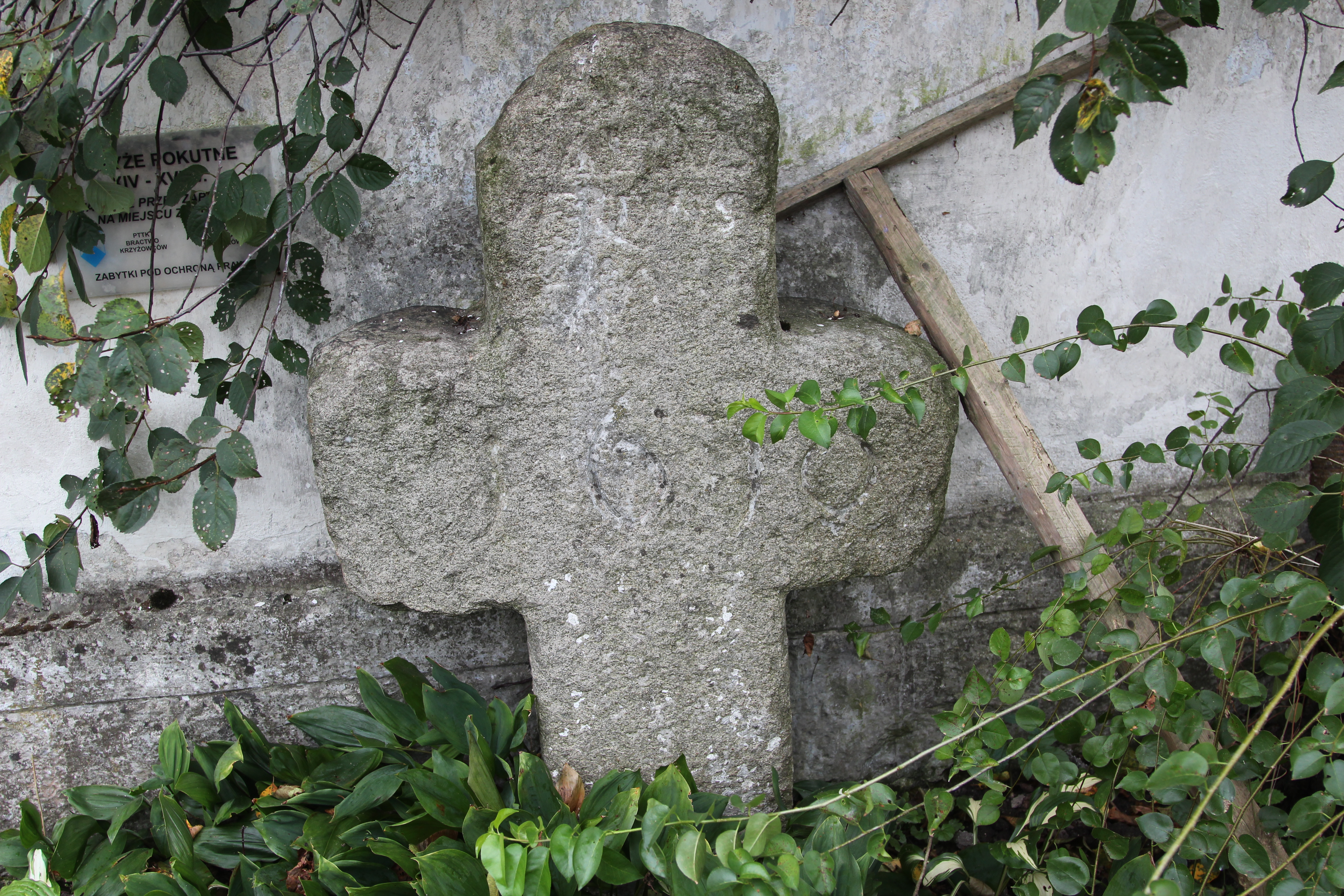
Sühnekreuz

„Bresnicz“ wurde 1384 erstmals urkundlich erwähnt. Es gehörte zum Herzogtum Oppeln, mit dem es 1532 an die Krone Böhmen fiel. Nach dem Ersten Schlesischen Krieg 1742 gelangte es mit dem größten Teil Schlesiens an Preußen.
Nach der Neuorganisation der Provinz Schlesien gehörte die Landgemeinde Bresnitz ab 1816 zum Landkreis Neustadt O.S. im Regierungsbezirk Oppeln. 1845 bestanden im Dorf ein Vorwerk und 31 weitere Häuser. Im gleichen Jahr lebten in Bresnitz 284 Einwohner, davon fünf evangelisch. Für das Jahr 1865 sind 13 Bauern-, vier Gärtnerstellen und 19 Häuslerstellen belegt. Eingeschult waren die schulpflichtigen Kinder nach Pogosch. 1874 wurde der Amtsbezirk Chrzelitz I gegründet, zu dem die Landgemeinden Brzesnitz, Chrzelitz, Legelsdorf, Loncznik und Pogorz sowie die Gutsbezirke Brzesnitz Vorwerk, Fronzke und Chrzelitz bestand. 1885 zählte Bresnitz 396 Einwohner. 1884 wurde eine katholische Schule errichtet.
Bei der Volksabstimmung in Oberschlesien am 20. März 1921 stimmten 351 Wahlberechtigte für einen Verbleib bei Deutschland und 19 für Polen. Bresnitz verblieb beim Deutschen Reich. Am 15. Juni 1936 wurde der Ort in Brese umbenannt. Am 1. April 1939 wurde Brese nach Ernestinenberg eingegliedert. Bis 1945 befand sich der Ort im Landkreis Neustadt O.S.
1945 kam der bisher deutsche Ort unter polnische Verwaltung und wurde in Brzeźnica umbenannt und der Woiwodschaft Schlesien und 1950 der Woiwodschaft Oppeln eingegliedert. Seit 1999 gehört er zum Powiat Prudnicki. Am 6. März 2006 wurde in der Gemeinde Zülz, der Bresnitz angehört, Deutsch als zweite Amtssprache eingeführt. Am 24. November 2008 wurde zusätzlich als amtlicher deutscher Ortsname Bresnitzbestimmt.

## Sehenswürdigkeiten und Denkmale
- Die Kapelle mit Glockenturm und einer Marienfigur wurde 1850 erbaut. In den 1990er Jahren wurde am Glockenturm eine Gedenktafeln für die Gefallenen der beiden Weltkriege ergänzt.[8]
- Wegkreuz
- Figur des hl. Florian
- Sühnekreuz

## Vereine
- Deutscher Freundschaftskreis
- Freiwillige Feuerwehr OPS Brzeźnica